# 루시아 사도
루시아 사도(Lucia Sardo, 1952년 12월 13일 ~ )는 이탈리아의 배우, 연극 배우이다.
시라쿠사에서 태어났다.

## 출연 작품

### 영화
- 백번의 걸음 (2000년)
- 네롤리오 (1996년)
- 저항 (1993, La ribelle)
- 아클라 (1992년)

### 텔레비전
- 칼라스와 오나시스 (2005, Callas e Onassis)